# Liste der Biografien/Rw
Liste der Biografien |
Portal Biografien |
Personensuche
# |
A |
B |
C |
D |
E |
F |
G |
H |
I |
J |
K |
L |
M |
N |
O |
P |
Q |
R |
S |
T |
U |
V |
W |
X |
Y |
Z |
?
 
Ra |
Rb |
Rd |
Re |
Rh |
Ri |
Rj |
Rk |
Rl |
Rm |
Rn |
Ro |
Rr |
Rs |
Rt |
Ru |
Rv |
Rw |
Rx |
Ry |
Rz
Die Liste der Biografien führt alle Personen auf, die in der deutschsprachigen Wikipedia einen Artikel haben. Dieses ist eine Teilliste mit 13 Einträgen von Personen, deren Namen mit den Buchstaben „Rw“ beginnt.

## Rw

### Rwa
- Rwabwogo, Leo (1949–2009), ugandischer Boxer
- Rwagasana, César, ruandischer Orthopädietechniker und Paralympionik
- Rwagasore, Louis (1932–1961), burundischer Politiker, Ministerpräsident Burundis (1961)
- Rwakazina, Marie Chantal, ruandische Diplomatin
- Rwamucyo, Eugène (* 1959), ruandischer Arzt, Mittäter am Völkermord an den Tutsi
- Rwatschewa, Tatjana Gennadjewna (* 1986), russische Ski-Orientierungsläuferin
- Rwatschow, Wolodymyr (1926–2005), sowjetisch-ukrainischer Angewandter Mathematiker und Ingenieurwissenschaftler

### Rwe
- Rwegasira, Joseph (1935–2016), tansanischer Diplomat und Politiker
- Rweyongeza, Almachius Vincent (* 1956), tansanischer Geistlicher und römisch-katholischer Bischof von Kayanga

### Rwi
- Rwigara, Diane (* 1981), ruandische Menschen- und Frauenrechtsaktivistin
- Rwigema, Pierre-Célestin (* 1953), ruandischer Politiker, Premierminister von Ruanda
- Rwisereka, André (1949–2010), ruandischer Politiker

### Rwo
- Rwoma, Desiderius (* 1947), tansanischer Geistlicher und emeritierter römisch-katholischer Bischof von Bukoba